# Thomas Shepard
Thomas Shepard (Northamptonshire, 5 november 1605 - 25 augustus 1649) was een in Engeland geboren Amerikaanse predikant. Hij gold in zijn tijd als een van de belangrijkste vertegenwoordigers van het Puritanisme en stond in hoog aanzien bij tijdgenoten als Richard Mather en John Cotton.

## Biografie
Toen Thomas Shepard vier jaar oud was overleed zijn moeder, waarna hij een tijdlang bij zijn stiefmoeder woonde. Zes jaar later overleed zijn vader, waarna hij eerst bij zijn grootouders werd ondergebracht en later bij zijn oudere broer. Op vijftienjarige leeftijd ging hij naar het Emmanuel College, een onderdeel van de Universiteit van Cambridge. In zijn autobiografie schrijft hij later dat hij zich uit ontevredenheid afzonderde en op een veld met bidden begon, het begin van zijn bekering.
In 1627 werd Shepard assistent-onderwijzer aan de Earls Colne Grammar School in Earls Colne (Essex). Later werd hij ook dominee, maar vanwege zijn toespraken en puriteinse gezindheid wekte hij wrevel op bij aartsbisschop William Laud, die hem ten slotte verbood om preken te houden.
Nadat zijn oudste zoon was gestorven ging Shepard in 1635 overzee met zijn vrouw en jongste zoon naar Massachusetts. Tijdens Shepards leven stierven later ook zijn vrouw, zijn tweede vrouw en een paar van zijn andere kinderen. Shepard zelf overleed op 44-jarige leeftijd aan de gevolgen van een peritonsillair abces.
Drie van zijn zonen werden ook dominee: Thomas Shepard II, Samuel Shepard en Jeremiah Shepard.

## Nalatenschap
Thomas Shepard speelde een belangrijke rol in de vroege geschiedenis van New England, dat indertijd een kolonie was. De Harvard-universiteit heeft een gedenkplaat waarop te lezen staat dat dankzij Shepard het college uiteindelijk is gevestigd in het huidige Cambridge. Shepards geschreven werk bestaat uit een autobiografie en enkele preken.